# Фуршет

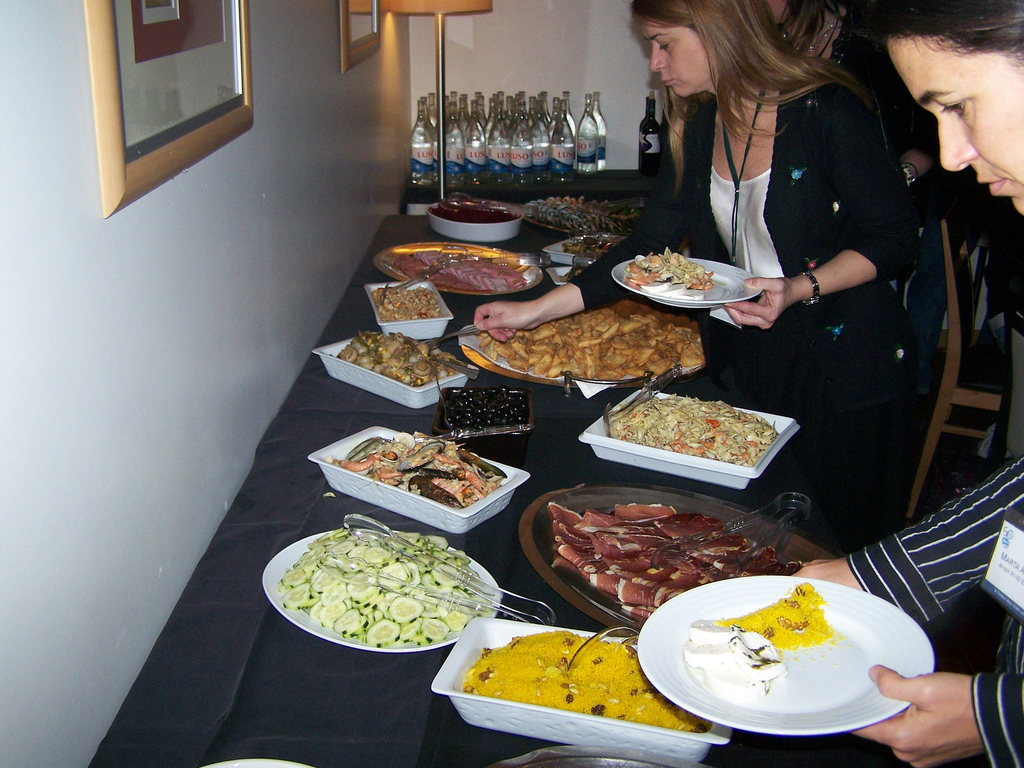
Стіл, накритий для фуршету

Фуршет (фр. fourchette — виделка) — спільний прийом їжі, коли запрошені їдять стоячи, вільно вибираючи страви і напої, обслуговуючи себе самостійно і використовуючи як столове приладдя переважно виделку. Стільців та столів зі строго розписаними місцями не передбачається.
Організовується (влаштовується), коли:
- Гостей багато, а місця для їх зустрічі мало.
- Господарі і гості обмежені в часі.
- Мета зустрічі — спілкування, а не рясна трапеза.

особливості:
- По одному офіціанту на 18-20 гостей (якщо фуршет з офіціантами).
- Велика кількість мініатюрних закусок.
- Тривалість може бути 1,5-2 години.
- На фуршеті можна обслуговувати 4-5 разів.
- Більше гостей, ніж на бенкеті за столом, при рівних площах зали.

Діловий а-ля фуршет — коктейль за часом розрахований приблизно на годину, його зазвичай організовують в перервах нарад або конгресів. Фуршет-коктейль з метою відпочинку триває близько двох годин і проводиться, як правило, після закінчення конференцій, іноді — на свіжому повітрі.

## Облаштування

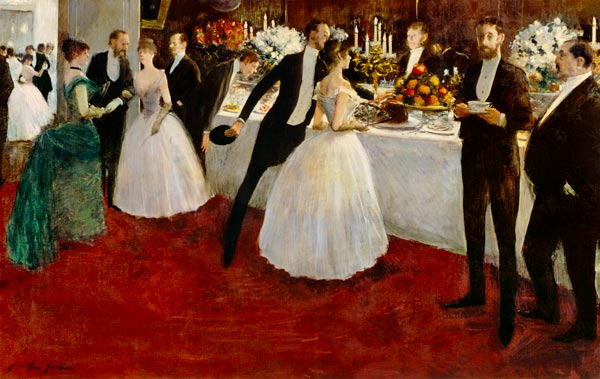
(Фуршет) Le buffet (Форен)

При розстановці меблів потрібно враховувати, що столи повинні бути вищими, ніж звичайні (90-100 см). Відстань між стіною і столом 1,5 м, щоб можна було вільно проходити між ними.
На столи накривають спеціальні скатертини-мальтони. Вибір скатертини залежить від типу прийому. На стіл можна надіти «спідницю». Між скатертиною і підлогою має залишатися 5 см. При сервіруванні ставиться квіткова композиція. Прохолодні напої в пляшках ставлять етикеткою до краю столу. Соки, морси та мінеральну воду — в глечиках на тарілках. Тарілки для закусок групують в стопки по 6-10 штук. Овальний або квадратний посуд ставлять під кутом 45°.
При розміщенні закусок враховують:
- В першу чергу ставлять ті, які не втрачають своїх якостей і зовнішнього вигляду від впливу температури.
- В останню чергу ставлять заливні, закуски під майонезом, масло й ікру.

При складанні меню потрібно враховувати:
- На 1 гостя розраховувати 500—400 г закусок (різні).
- Можна запропонувати вітальний келих (аперитив) — 50 г шампанського.

Найпростіший варіант фуршету — канапки (крихітні бутерброди вагою 60-80 г), пара легких закусок, чай і фрукти.
Меню вишуканого фуршету передбачає 12-16 холодних закусок, 1-3 гарячі, десерт, чай, кава.